# Olivetti Lettera 32
La Lettera 32 est une machine à écrire mécanique portable de la firme Olivetti, conçue en 1963 par le designer italien Marcello Nizzoli (it). Très populaire parmi les journalistes et les étudiants, elle succèda à la Lettera 22, du même ingénieur et très populaire également.

## Historique
En 1963, Olivetti a présenté la Lettera 32. Fondée sur le design du modèle précédent, elle semble un simple restylage de la Lettera 22, mais en réalité, diverses modifications mécaniques ont été apportées pour améliorer les performances : une conception différente du mouvement des différentes pièces, un nouveau panier de marteaux, une nouvelle structure de rouleaux, etc. Le nouveau système, conçu avec l'ingénieur Giuseppe Beccio fut ensuite utilisé dans des modèles ultérieurs d'Olivetti, dont l'Olivetti Dora, la Lettera De Luxe, les Lettera 25 et 35, ainsi que l'Olivetti Valentine (it),. 
Les Lettera 32 furent fabriquées dans la ville italienne d'Ivrée, ainsi qu'en Yougoslavie, en Espagne et, plus tard, au Mexique. 

## Description de la machine
La Lettera 32 est construite sur une carrosserie en aluminium, mesure 34 x 35 x 10 cm et pèse 5,9 kg.
De nombreux types de clavier internationaux sont disponibles, dont les traditionnels AZERTY et QWERTY.

## Popularité
Très populaire parmi les journalistes et les étudiants, la machine inspira également de nombreux auteurs et scénaristes : Martin Amis, Stan Freberg, Günter Grass, James Herriot, Gianni Mura, James Purdy, Philip Roth, Francis Ford Coppola, etc.. 
En 2009, la Lettera 32 du romancier Cormac McCarthy — lauréat du Prix Pulitzer — avec laquelle il écrivit la plupart de son œuvre, fut vendue aux enchères de la maison Christie's pour 254 500 dollars, alors que McCarthy ne l'avait achetée que 50 dollars en 1963. Le profit de la vente fut attribué à l'Institut de Santa Fe. 